# Pygophora howeana
Pygophora howeana är en tvåvingeart som beskrevs av Paramonov 1961. Pygophora howeana ingår i släktet Pygophora och familjen husflugor. Inga underarter finns listade i Catalogue of Life.